# Olympische Sommerspiele 2012/Leichtathletik – 4 × 100 m (Männer)

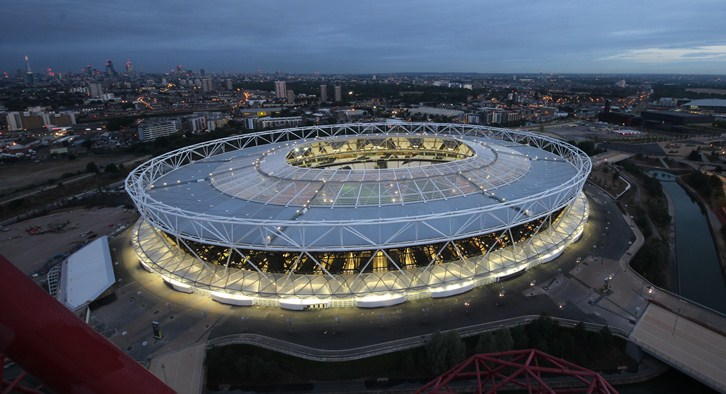
Das Olympiastadion von London im Jahr 2015

Die 4-mal-100-Meter-Staffel der Männer bei den Olympischen Spielen 2012 in London wurde am 10. und 11. August 2012 im Olympiastadion London ausgetragen. In sechzehn Staffeln nahmen 67 Athleten teil.
Olympiasieger wurde Jamaika mit Nesta Carter, Michael Frater, Yohan Blake und Usain Bolt (Finale). Im Vorlauf wurde außerdem Kemar Bailey-Cole eingesetzt. Das Team stellte im Finale einen neuen Weltrekord auf und unterbot mit 36,84 s als erste Sprintstaffel die Marke von 37 Sekunden.
Silber ging an Trinidad und Tobago (Keston Bledman, Marc Burns, Emmanuel Callender, Richard Thompson).
Frankreich errang Bronze in der Besetzung Jimmy Vicaut, Christophe Lemaitre, Pierre-Alexis Pessonneaux und Ronald Pognon.
Auch der hier im Vorlauf eingesetzte Läufer aus Jamaika erhielt eine Goldmedaille, gehört jedoch nicht zu den Weltrekordlern.
Die Staffel Deutschlands schied in der Vorrunde aus.

Mannschaften aus der Schweiz, Österreich und Liechtenstein nahmen nicht teil.

## Aktuelle Titelträger
| Olympiasieger                      | Trinidad und Tobago | 38,06 s | Peking 2008       |
| Weltmeister                        | Jamaika             | 37,04 s | Daegu 2011        |
| Europameister                      | Niederlande         | 38,34 s | Helsinki 2012     |
| Zentralamerika und Karibik-Meister | Jamaika             | 38,81 s | Mayagüez 2011     |
| Südamerika-Meister                 | Brasilien           | 39,87 s | Buenos Aires 2011 |
| Asienmeister                       | Japan               | 39,18 s | Kōbe 2011         |
| Afrikameister                      | Südafrika           | 39,26 s | Porto-Novo 2012   |
| Ozeanienmeister                    | Neuseeland          | 41,91 s | Cairns 2012       |

Nachträglich wurde im Jahre 2017 der Olympiasieg von 2008 in Peking dem Team von Trinidad und Tobago zuerkannt, während das Team aus Jamaika auf Grund des Dopingvergehens von Nesta Carter disqualifiziert wurde.

## Rekorde

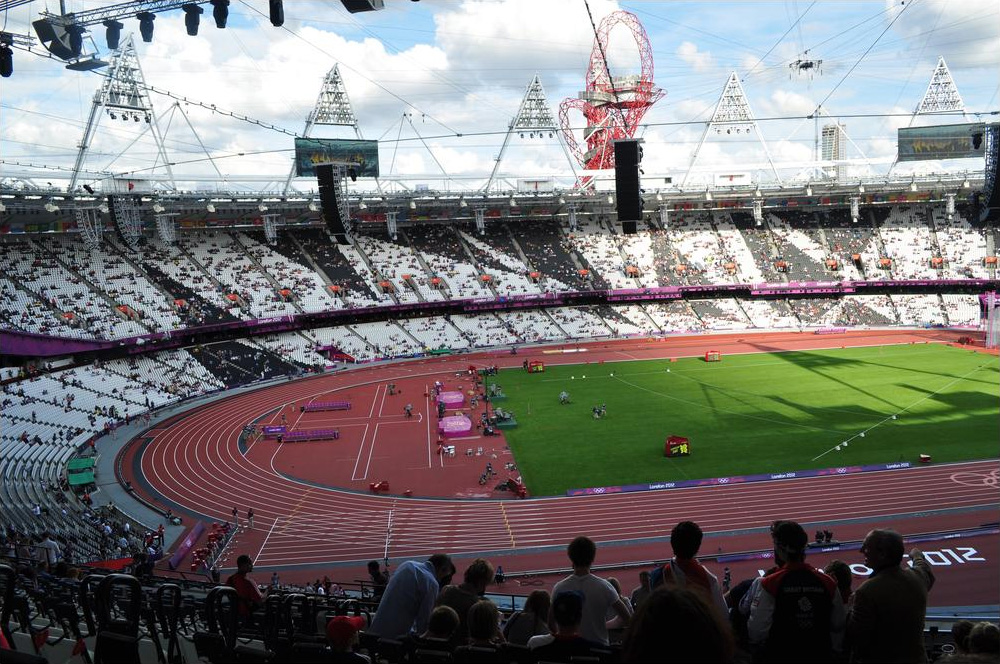
Das Olympiastadion während der Olympischen Spiele 2012

### Bestehende Rekorde
| Weltrekord         | Jamaika (Nesta Carter, Michael Frater, Yohan Blake, Usain Bolt) | 37,04 s | Daegu, Südkorea              | 4. September 2011 |
| Olympischer Rekord | USA (Michael Marsh, Leroy Burrell, Dennis Mitchell, Carl Lewis) | 37,40 s | Finale OS Barcelona, Spanien | 8. August 1992    |

Anmerkung:

Die Staffel aus Jamaika hatte 2008 in Peking bei ihrem zunächst erzielten Sieg einen neuen Olympiarekord aufgestellt. Doch mit der dopingbedingten oben schon angesprochenen Aberkennung der Goldmedaille wurde auch dieser Rekord hinfällig.

### Rekordverbesserungen
Es gab einen neuen Welt- und damit auch neuen Olympiarekord. Darüber hinaus wurde ein Kontinentalrekord aufgestellt und vier weitere Landesrekorde wurden verbessert.
- Weltrekord:
  - 36,84 s – Jamaika (Nesta Carter, Michael Frater, Yohan Blake, Usain Bolt), Finale am 11. August
- Kontinentalrekord:
  - 38,17 s (Ozeanienrekord) – Australien (Anthony Alozie, Isaac Ntiamoah, Andrew McCabe, Josh Ross), zweiter Vorlauf am 10. August
- Landesrekorde:
  - 38,29 s – Niederlande (Brian Mariano, Churandy Martina, Giovanni Codrington, Patrick van Luijk), erster Vorlauf am 10. August
  - 38,38 s – Volksrepublik China (Guo Fan, Liang Jiahong, Su Bingtian, Zhang Peimeng), erster Vorlauf am 10. August
  - 38,41 s – St. Kitts und Nevis (Lestrod Roland, Jason Rogers, Antoine Adams, Brijesh Lawrence), erster Vorlauf am 10. August
  - 38,31 s – Polen (Kamil Masztak, Dariusz Kuć, Robert Kubaczyk, Kamil Kryński), zweiter Vorlauf am 10. August

Anmerkung:

Alle Zeiten in diesem Beitrag sind nach Ortszeit London (UTC±0) angegeben.

## Doping
Im Mai 2014 wurde der US-Läufer Tyson Gay des Dopings mit anabolen Steroiden überführt. Alle Resultate seit Juli 2012 wurden annulliert, die Staffel nachträglich disqualifiziert. Im Juli 2015 erklärte das IOC die Staffeln von Trinidad und Tobago und Frankreich zu den neuen Gewinnern der Silber- bzw. Bronzemedaillen.
Leidtragend waren vor allem die beiden folgenden Teams:
- Polen – die Staffel hätte über Zeitregel im Finale dabei sein dürfen, wenn die später disqualifizierte US-Staffel ihnen hier nicht unrechtmäßig den Platz weggenommen hätte.
- Frankreich – Die Mannschaft musste viele Jahre davon ausgehen, ohne Medaille geblieben zu sein, und konnte darüber hinaus nicht an der Siegerehrung teilnehmen.

## Vorlauf
Es wurden zwei Vorläufe durchgeführt. Für das Finale qualifizierten sich pro Lauf die ersten drei Staffeln (hellblau unterlegt). Darüber hinaus kamen die zwei Zeitschnellsten, die sogenannten Lucky Loser (hellgrün unterlegt), weiter.

### Vorlauf 1
10. August 2012, 19:45 Uhr
| Platz | Nation              | Besetzung                                                            | Zeit (s) | Anmerkung                      |
| ----- | ------------------- | -------------------------------------------------------------------- | -------- | ------------------------------ |
| 1     | Jamaika             | Nesta Carter Michael Frater Yohan Blake Kemar Bailey-Cole (Vorlauf)  | 37,39    |                                |
| 2     | Kanada              | Gavin Smellie Oluseyi Smith Jared Connaughton Justyn Warner          | 38,05    |                                |
| 3     | Niederlande         | Brian Mariano Churandy Martina Giovanni Codrington Patrick van Luijk | 38,29    | NR                             |
| 4     | Brasilien           | Aldemir da Silva Júnior Sandro Viana Nilson André Bruno de Barros    | 38,35    |                                |
| 5     | Volksrepublik China | Guo Fan Liang Jiahong Su Bingtian Zhang Peimeng                      | 38,38    | NR                             |
| 6     | St. Kitts und Nevis | Lestrod Roland Jason Rogers Antoine Adams Brijesh Lawrence           | 38,41    | NR                             |
| 7     | Italien             | Simone Collio Jacques Riparelli Davide Manenti Fabio Cerutti         | 38,58    |                                |
| DSQ   | Großbritannien      | Christian Malcolm Dwain Chambers Daniel Talbot Adam Gemili           |          | IAAF Regel 170.7 Wechselfehler |

### Vorlauf 2
10. August 2012, 19:53 Uhr
| Platz | Nation              | Besetzung                                                                   | Zeit (s) | Anmerkung                                 |
| ----- | ------------------- | --------------------------------------------------------------------------- | -------- | ----------------------------------------- |
| 1     | Japan               | Ryōta Yamagata Masashi Eriguchi Shinji Takahira Shōta Iizuka                | 38,07    |                                           |
| 2     | Trinidad und Tobago | Richard Thompson Marc Burns Emmanuel Callender Keston Bledman               | 38,10    |                                           |
| 3     | Frankreich          | Jimmy Vicaut Christophe Lemaitre Pierre-Alexis Pessonneaux Ronald Pognon    | 38,15    |                                           |
| 4     | Australien          | Anthony Alozie Isaac Ntiamoah Andrew McCabe Josh Ross                       | 38,17    | OZ                                        |
| 5     | Polen               | Kamil Masztak Dariusz Kuć Robert Kubaczyk Kamil Kryński                     | 38.31    | NR eigentlich für das Finale qualifiziert |
| 6     | Deutschland         | Julian Reus Tobias Unger Alexander Kosenkow Lucas Jakubczyk                 | 38,37    |                                           |
| 7     | Hongkong            | Tang Yik Chun Lai Chun Ho Ng Ka Fung Tsui Chi Ho                            | 38,61    |                                           |
| DOP   | USA                 | Jeffery Demps (Vorlauf) Darvis Patton (Vorlauf) Trell Kimmons Justin Gatlin | 37,38    | im Finale dabei, später disqualifiziert   |

## Finale
11. August 2012, 21:00 Uhr
| Platz | Nation              | Besetzung | Zeit (s) | Anmerkung                        |
| ----- | ------------------- | --- | -------- | -------------------------------- |
| 1     | Jamaika             | Nesta Carter Michael Frater Yohan Blake Usain Bolt (Finale) im Vorlauf außerdem: Kemar Bailey-Cole                       | 36,84 s  | WR                               |
| 2     | Trinidad und Tobago | Keston Bledman Marc Burns Emmanuel Callender Richard Thompson                                                            | 38,12    |                                  |
| 3     | Frankreich          | Jimmy Vicaut Christophe Lemaitre Pierre-Alexis Pessonneaux Ronald Pognon                                                 | 38,16    |                                  |
| 4     | Japan               | Ryōta Yamagata Masashi Eriguchi Shinji Takahira Shōta Iizuka                                                             | 38,35    |                                  |
| 5     | Niederlande         | Brian Mariano Churandy Martina Giovanni Codrington Patrick van Luijk                                                     | 38,39    |                                  |
| 6     | Australien          | Anthony Alozie Isaac Ntiamoah Andrew McCabe Josh Ross                                                                    | 38,43    |                                  |
| DSQ   | Kanada              | Gavin Smellie Oluseyi Smith Jared Connaughton Justyn Warner                                                              |          | IAAF Regel 163.3a Bahnübertreten |
| DOP   | USA                 | Trell Kimmons Justin Gatlin Tyson Gay (DOP/Finale) Ryan Bailey (Finale) im Vorlauf außerdem: Jeffery Demps Darvis Patton | 37,04    |                                  |

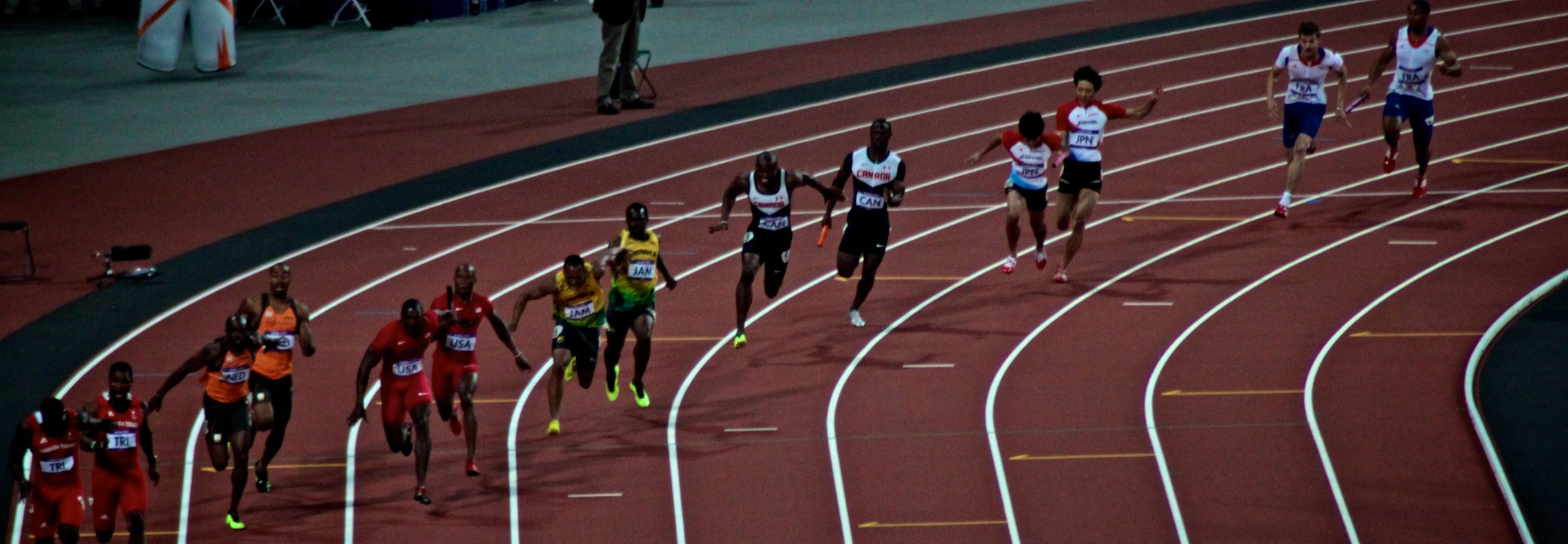
Erster Wechsel im Finale der Sprintstaffel

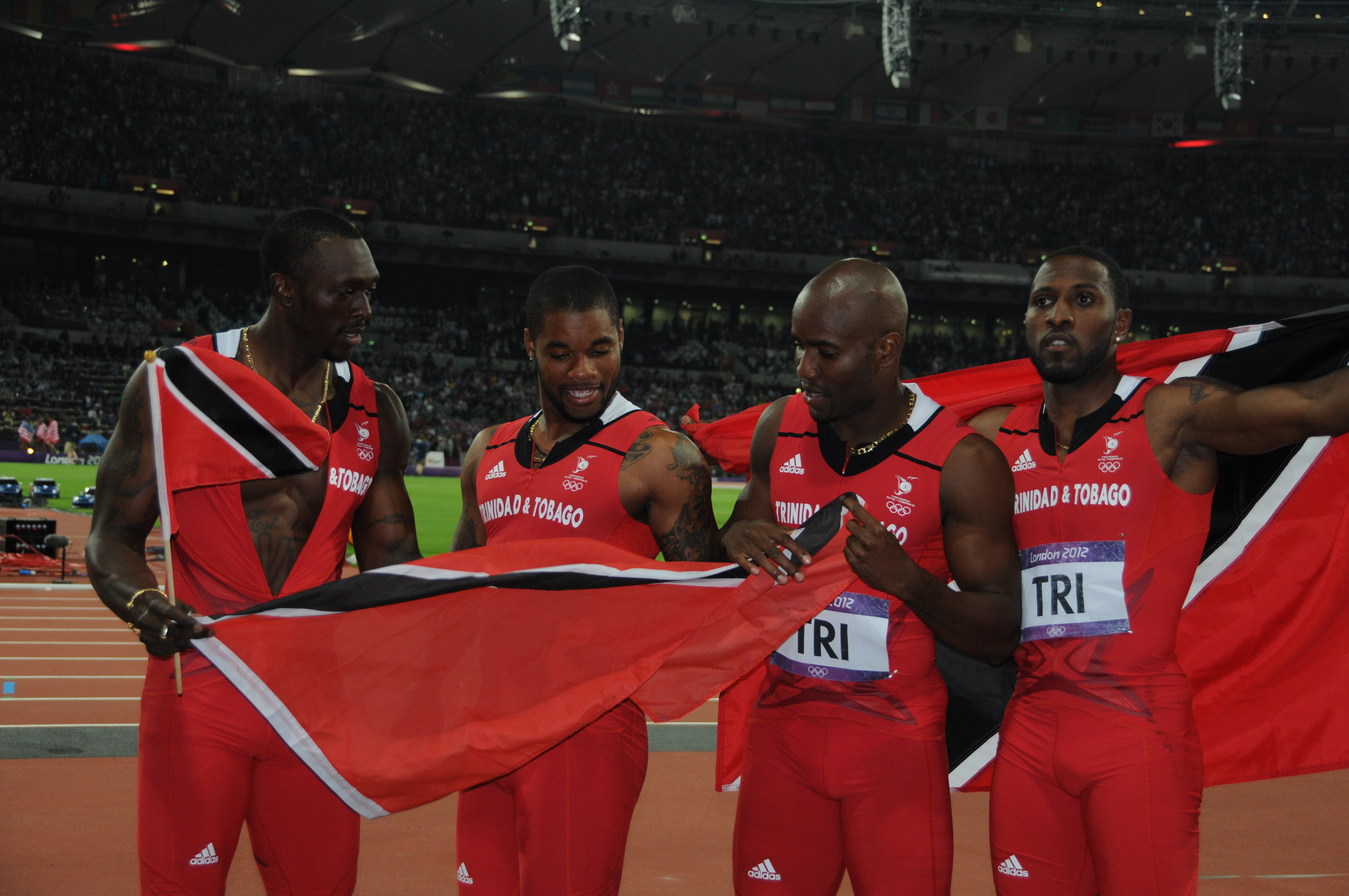
Silber für Trinidad und Tobago (v. l. n. r.): Marc Burns, Keston Bledman, Emmanuel Callender, Richard Thompson

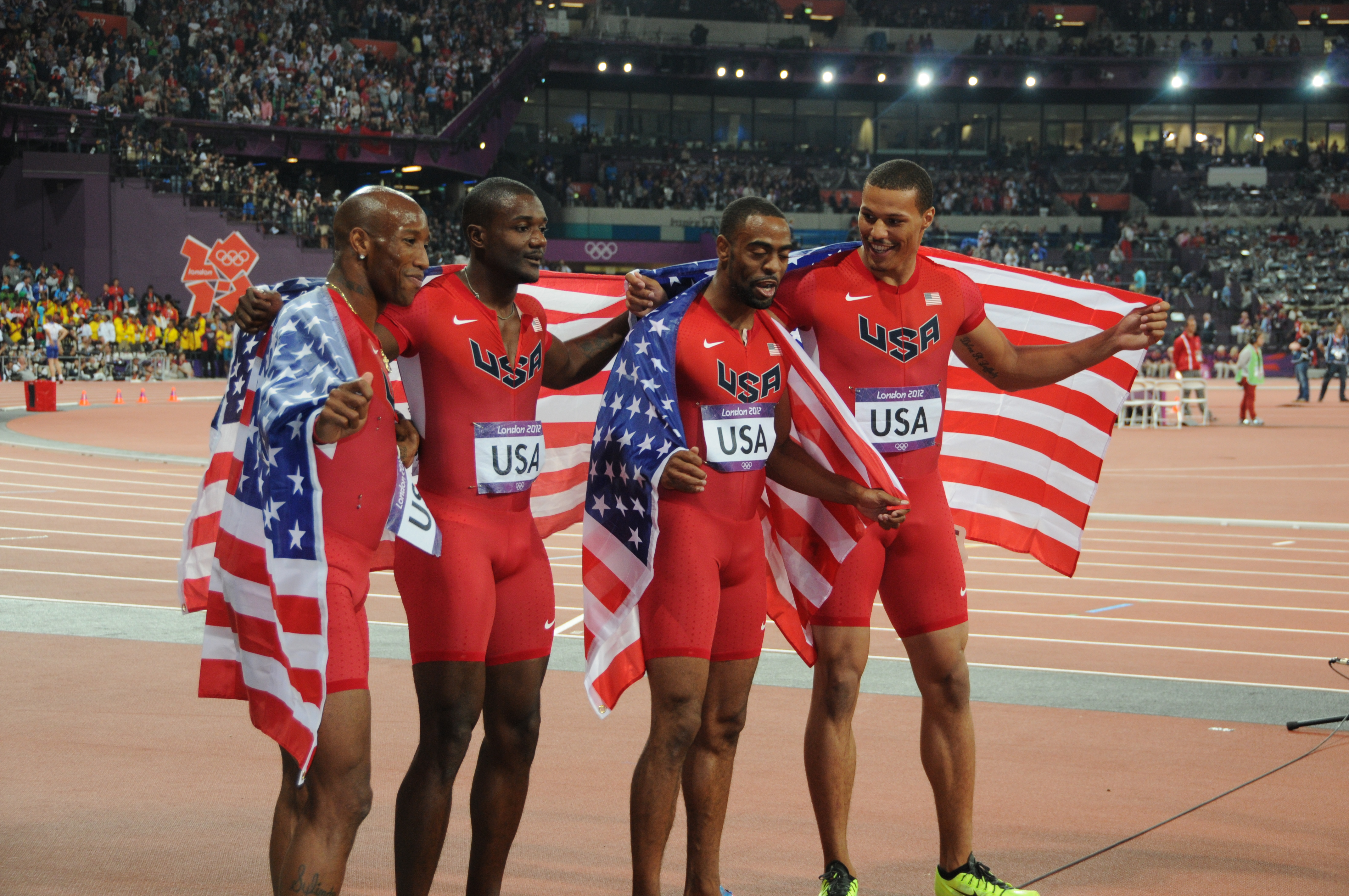
Die später wegen Verstoßes gegen die Dopingbestimmungen disqualifizierte US-Mannschaft (v. l. n. r.):
Trell Kimmons, Justin Gatlin, der gedopte Tyson Gay, Ryan Bailey

Topfavorit war die Staffel Jamaikas, die als amtierender Weltmeister, Weltrekordinhaber und hier auch noch Olympiasieger von 2008 antrat. Das Olympiagold von 2008 wurde Jamaika bei Nachkontrollen im Januar 2017 allerdings nachträglich aberkannt., sodass Trinidad und Tobago diese Goldmedaille erhielt. Als schärfster Konkurrent galt die wie im Abschnitt "Doping" oben beschrieben später disqualifizierte US-Staffel.
Für das Finale gab es folgende Besetzungsänderungen:
- Jamaika – Usain Bolt lief anstelle von Kemar Bailey-Cole.
- USA – Tyson Gay ersetzte Jeffery Demps, Ryan Bailey lief anstelle von Darvis Patton.

Startläufer Nesta Carter brachte Jamaika in Front, dicht gefolgt von den US-Amerikanern mit Trell Kimmons. Das Rennen blieb bis zu den Schlussläufern eng. Usain Bolt, Doppelsieger über 100- und 200 Meter wie schon 2008 in Peking, konnte die Führung gegen den US-Schlussläufer Ryan Bailey. noch weiter ausbauen. Die jamaikanische Staffel kam mit 36,84 s ins Ziel. Sie war die erste Staffel, die unter 37 Sekunden blieb. Die US-Staffel erreichte mit 37,04 s exakt die bis dahin geltende Weltrekordzeit. Das kanadische Team kam auf Platz drei ins Ziel, gefolgt von Trinidad und Tobago und Frankreich.
Doch dieses Ergebnis blieb nicht bestehen. Zunächst wurde Kanada wegen Überschreitens der Bahnbegrenzung disqualifiziert. Im Mai 2015 wurde dann der gesamten US-amerikanischen Staffel wegen der Teilnahme des gedopten Tyson Gay die Silbermedaille aberkannt.

## Videolinks
- Men's 4x100m Round 1 Highlights -- Jamaica & USA Win -- London 2012 Olympics, youtube.com, abgerufen am 27. März 2022
- Jamaica Break Men's 4x100m World Record - London 2012 Olympics, youtube.com, abgerufen am 27. März 2022